# Alina Rotaru-Kottmann
Alina Rotaru-Kottmann (născută Rotaru, n. 5 iunie 1993, București, România) este o săritoare în lungime română, laureată cu argint la Jocurile Olimpice de Tineret 2010. În anul 2017 a câștigat aurul la Universiadă, iar în 2023 a obținut bronzul la Campionatele Mondiale de Atletism de la Budapesta.

## Carieră
Primul sport a fost dansul sportiv, dar nu i-a plăcut branșa. Fiind o admiratoare Gabrielei Szabo, și-a convins părinții să o ducă pe pistă. Astfel s-a apucat de atletism la CS Dinamo la vârsta de 7 ani, sub îndrumarea lui Cristian Ivan. La vârsta de 14 ani s-a transferat la CSA Steaua. Mai întâi a practicat toate probele, apoi s-a specializat pe cele de sărituri.
În anul 2009 a obținut medalia de argint la Campionatul Mondial de Juniori (sub 18) de la Brixen. A participat la prima ediție a Jocurilor Olimpice de Tineret, unde a cucerit medalia de argint cu o săritură de 6,38 m. În anul următor, s-a clasat pe locul doi la Campionatul European de Juniori (sub 20) de la Tallinn. A fost desemnată ambasadoarea României la Jocurile Olimpice de Tineret 2012. Din luna decembrie 2014 se antrenează în Germania.

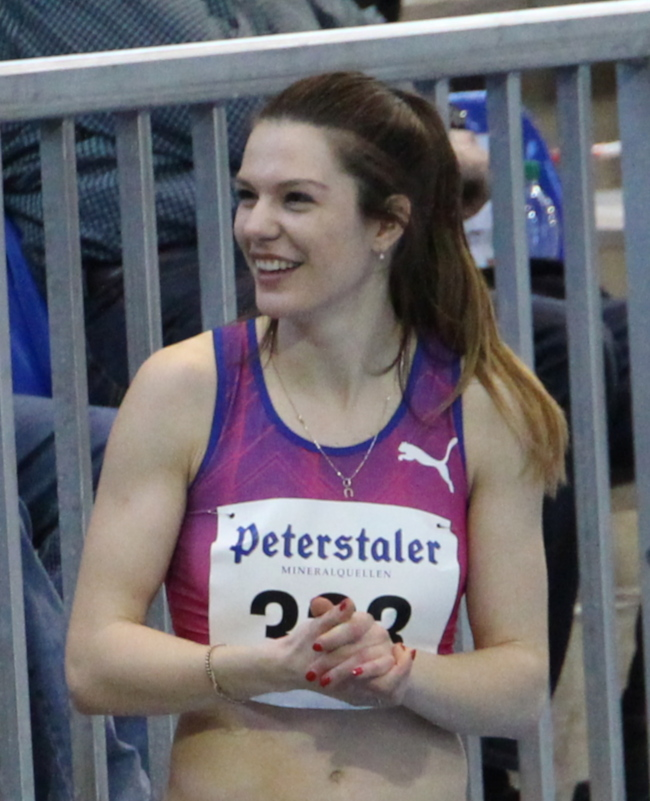
Alina Rotaru în 2015

În 2015 a participat pentru prima dată la Campionatul Mondial de Atletism. În luna iulie și-a stabilit un nou record personal la 6,75 m. Și-a îndeplinit baremul pentru Jocurile Olimpice din 2016 de la Rio de Janeiro cu o săritură de 6,72 m reușit la concursul IAAF de la Innsbruck. La Campionatele Europene de tineret 2015 a obținut medalia de bronz.
În anul 2017 și-a stabilit un nou record personal la 6,78 m. În luna august a cucerit medalia de aur la Universiada de la Taipei. Apoi a fost numită cea mai bună atletă română al anului de Federația Română de Atletism.
În anul 2019 s-a clasat pe locul 5 la Campionatele Europene de Atletism în sală de la Glasgow cu o săritură de 6,64 m, având cel mai bun rezultat pentru România. În 30 iunie 2019 și-a îndeplinit baremul pentru Campionatul Mondial de la Doha și Jocurile Olimpice de la Tokio cu o săritură de 6,91 m, stabilind un nou record personal. La Mondialele de la Doha a obținut locul 6.

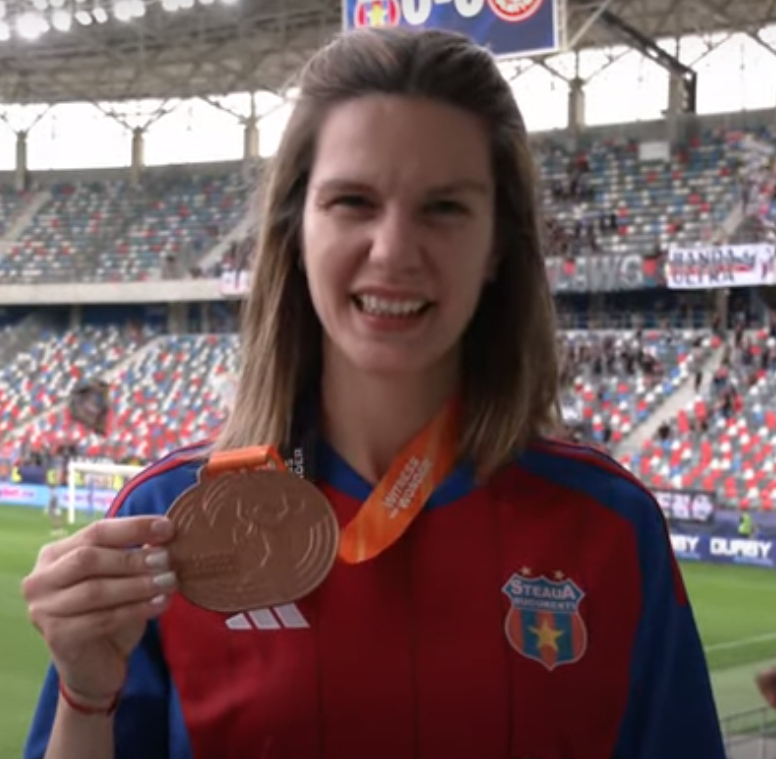
Cu medalia de bronz din 2023

În anul 2021 ea a obținut locul 10 la Campionatele Europene în sală de la Toruń. La Jocurile Olimpice de la Tokio s-a clasat pe locul 17. În 2022 a terminat pe locul 11 la Campionatul European de la München. Anul următor a sărit la Istanbul pe locul cinci la Campionatul European în sală. Pe 30 iulie 2023 și-a stabilit cea mai bună performanță a carierei, sărind 6,96 m, și a îndeplinit baremul pentru Jocurile Olimpice din 2024.
La Campionatul Mondial de Atletism din 2023, la Budapesta, atleta a cucerit medalia de bronz. A sărit 6,88 metri din ultima încercare, depășind-o pe Ese Brume (Nigeria). A fost prima medalie mondială pentru atletismul românesc în această probă după 40 de ani.  În 2024 s-a clasat pe locul 8 la Campionatul Mondial în sală de la Glasgow și pe locul 9 la Campionatul European de la Roma. La Jocurile Olimpice care s-a desfășurat la Paris a obținut locul 7.

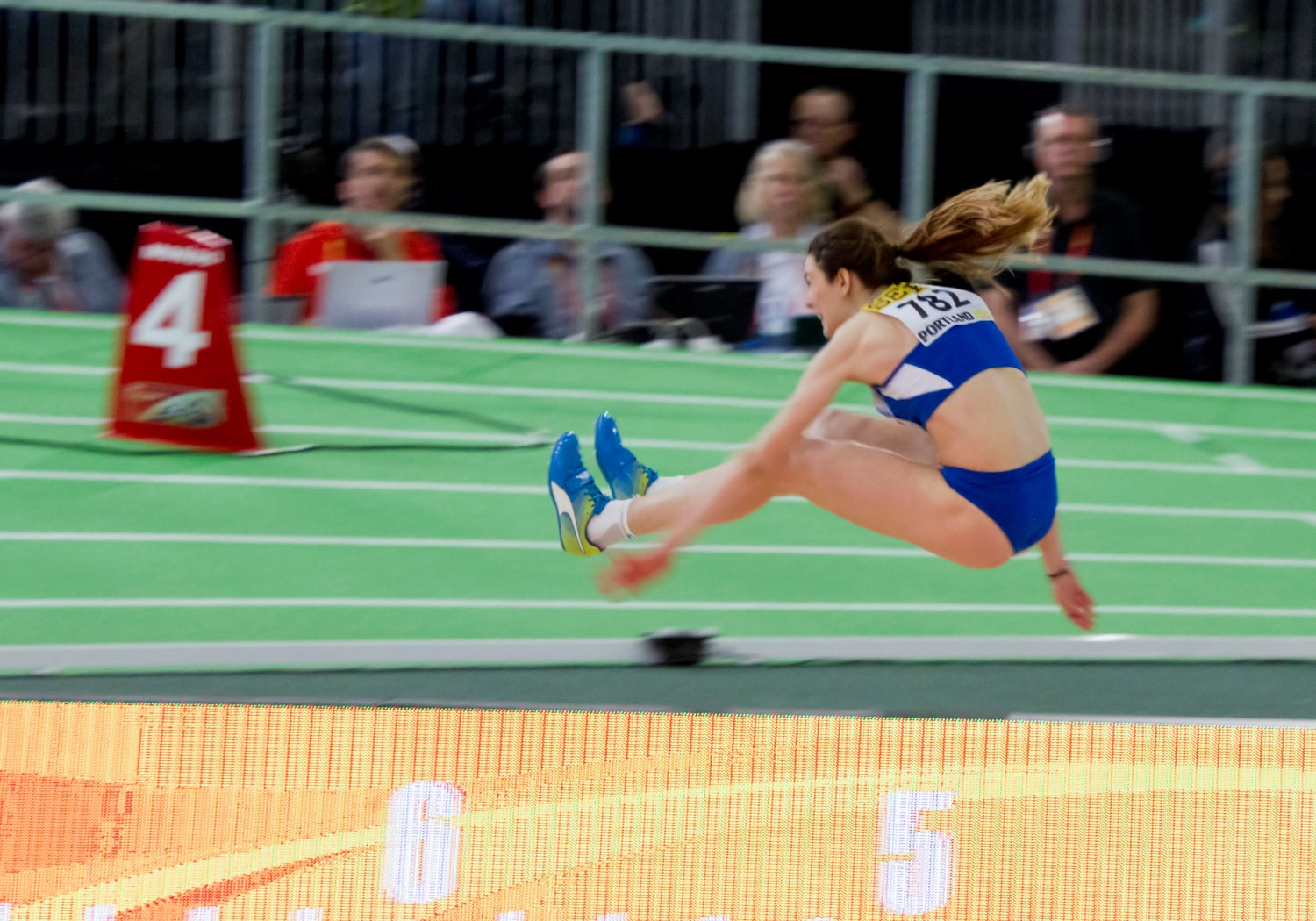
La CM în sală din 2016

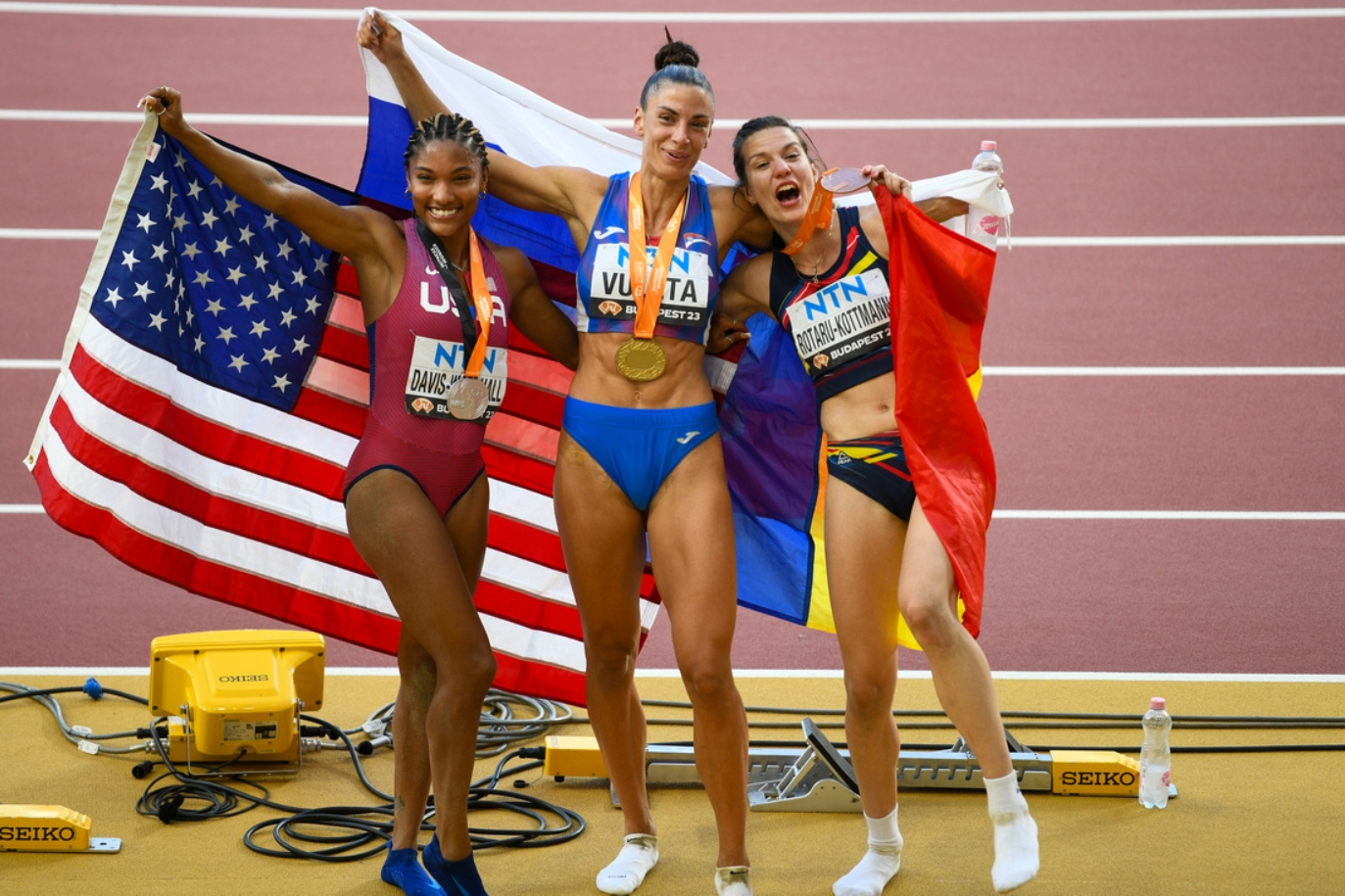
La CM din 2023

La Campionatul Mondial de sală 2025 ea a obținut locul 5.

## Palmares
| An   | Competiție                                 | Locație                    | Loc | Eveniment | Note       |
| ---- | ------------------------------------------ | -------------------------- | --- | --------- | ---------- |
| 2009 | Campionatul Mondial de Juniori (sub 18)    | Brixen, Italia             | 4   | înălțime  | 1,82 m     |
| 2009 | Campionatul Mondial de Juniori (sub 18)    | Brixen, Italia             | 2   | lungime   | 6,09 m     |
| 2009 | Festivalul Olimpic al Tineretului European | Tampere, Finlanda          | 5   | înălțime  | 1,79 m     |
| 2009 | Festivalul Olimpic al Tineretului European | Tampere, Finlanda          | 2   | lungime   | 6,24 m     |
| 2010 | Campionatul Mondial de Juniori (sub 20)    | Moncton, Canada            | 19  | lungime   | 5,27 m     |
| 2010 | Jocurile Olimpice de Tineret               | Singapore                  | 2   | lungime   | 6,38 m     |
| 2011 | Campionatul European de Juniori (sub 20)   | Tallinn, Estonia           | 2   | lungime   | 6,36 m     |
| 2012 | Campionatul European                       | Helsinki, Finlanda         | 20  | lungime   | 6,19 m     |
| 2012 | Campionatul Mondial de Juniori (sub 20)    | Barcelona, Spania          | 5   | lungime   | 6,52 m     |
| 2013 | Campionatul European în sală               | Göteborg, Suedia           | 11  | lungime   | 6,39 m     |
| 2013 | Campionatul European de Tineret (sub 23)   | Tampere, Finlanda          | 5   | lungime   | 6,47 m     |
| 2013 | Jocurile Francofoniei                      | Nisa, Franța               | 4   | lungime   | 6,57 m (v) |
| 2014 | Campionatul European                       | Zürich, Elveția            | 7   | lungime   | 6,55 m     |
| 2015 | Campionatul European în sală               | Praga, Cehia               | 4   | lungime   | 6,74 m     |
| 2015 | Campionatul European de Tineret (sub 23)   | Tallinn, Estonia           | 3   | lungime   | 6,69 m     |
| 2015 | Campionatul Mondial                        | Beijing, China             | 15  | lungime   | 6,58 m     |
| 2015 | Jocurile Mondiale Militare                 | Mungyeong, Coreea de Sud   | 3   | înălțime  | 1,80 m     |
| 2015 | Jocurile Mondiale Militare                 | Mungyeong, Coreea de Sud   | 3   | lungime   | 6,33 m     |
| 2016 | Campionatul Mondial                        | Portland, Statele Unite    | 10  | lungime   | 6,45 m     |
| 2016 | Jocurile Olimpice                          | Rio de Janeiro, Brazilia   | 18  | lungime   | 6,40 m     |
| 2017 | Campionatul Mondial                        | Londra, Marea Britanie     | 12  | lungime   | 6,46 m     |
| 2017 | Universiada                                | Taipei, Taiwan             | 1   | lungime   | 6,65 m     |
| 2018 | Campionatul Mondial în sală                | Birmingham, Marea Britanie | 9   | lungime   | 6,41 m     |
| 2018 | Campionatul European                       | Berlin, Germania           | 15  | lungime   | 6,55 m     |
| 2019 | Campionatul European în sală               | Glasgow, Marea Britanie    | 5   | lungime   | 6,64 m     |
| 2019 | Campionatul Mondial                        | Doha, Qatar                | 6   | lungime   | 6,71 m     |
| 2021 | Campionatul European în sală               | Toruń, Polonia             | 10  | lungime   | 6,53 m     |
| 2021 | Jocurile Olimpice                          | Tokio, Japonia             | 17  | lungime   | 6,51 m     |
| 2022 | Campionatul European                       | München, Germania          | 11  | lungime   | 6,26 m     |
| 2023 | Campionatul European în sală               | Istanbul, Turcia           | 5   | lungime   | 6,62 m     |
| 2023 | Campionatul Mondial                        | Budapesta, Ungaria         | 3   | lungime   | 6,88 m     |
| 2024 | Campionatul Mondial în sală                | Glasgow, Marea Britanie    | 8   | lungime   | 6,46 m     |
| 2024 | Campionatul European                       | Roma, Italia               | 9   | lungime   | 6,68 m     |
| 2024 | Jocurile Olimpice                          | Paris, Franța              | 7   | lungime   | 6,67 m     |
| 2025 | Campionatul European în sală               | Apeldoorn, Țările de Jos   | 14  | lungime   | 6,29 m     |
| 2025 | Campionatul Mondial în sală                | Nanjing, China             | 5   | lungime   | 6,59 m     |

## Recorduri personale
| Probă                       | Performanță | Dată          | Locație   |
| --------------------------- | ----------- | ------------- | --------- |
| Săritură în lungime         | 6,94 m      | 30 iulie 2023 | Hettingen |
| Săritură în lungime în sală | 6,74 m      | 7 martie 2015 | Praga     |

## Legături externe
- Materiale media legate de Alina Rotaru-Kottmann la Wikimedia Commons
- Alina Rotaru-Kottmann la Comitetul Olimpic și Sportiv Român (arhivat)
- en Alina Rotaru-Kottmann la World Athletics
- en Alina Rotaru-Kottmann la Olympedia.org
- en  Alina Rotaru-Kottmann Arhivat în 13 august 2021, la Wayback Machine. la olympics.com
- en  Alina Rotaru-Kottmann la athleticspodium.com